# Eadburh
Eadburh (... – dopo l'802) fu la moglie del Re del Wessex Beorhtric del Wessex che uccise, secondo il cronista e vescovo gallese Asser, per sbaglio con del veleno. Costretta alla fuga si rifugiò in Francia dove, secondo la tradizione, ebbe la possibilità di andare in moglie a Carlo Magno. Sfumata questa possibilità divenne badessa di un convento dove, si dice, venne sorpresa in atti illeciti con un connazionale e venne espulsa dal monastero terminando i propri giorni, sempre secondo la tradizione, come mendicante per le strade di Pavia.

## La vita tra verità e tradizione
Eadburh nacque in data imprecisata da Offa di Mercia e dalla moglie Cynethryth e la prima testimonianza della sua esistenza risale al 787 quando, assieme ai fratelli, la si trova come testimone a calce di un documento. Sempre in quell'anno Eadburh andò in moglie a Beorhtric del Wessex, suo padre Offa era a capo del regno più importante dell'isola e con il matrimonio il genero portò il suo supporto. Secondo il cronista e vescovo Asser nella sua opera Vita di Alfredo il Grande Eadburh divenne piuttosto potente arrivando a poter chiedere l'esilio o l'esecuzione dei propri nemici, l'accusa anche più grave è quella che fosse usa avvelenare coloro che non poteva esiliare o far giustiziare tramite il veleno. Sempre secondo Asser nell'802 ella tentò di avvelenare un giovane favorito del marito che non le era gradito, ma il risultato fu la morte di entrambi. Il giovane favorito forse rispondeva al nome Worr giacché la Cronaca anglosassone registra la morte sua e del re poco prima dell'ascesa al titolo di Re del Wessex di Egberto del Wessex, nonno di Alfredo il Grande.
Da qua in poi la storia sfuma quasi nella leggenda, Eadburh scappò in Francia presso la corte di Carlomagno, la stessa corte dove aveva trovato rifugio Egberto costretto alla fuga da Offa e dal genero. La tradizione vuole che il re si fosse invaghito di lei, ma poiché, a quanto pare, ella non seppe giocarsela bene, perse la possibilità di sposarlo e venne invece posta in un convento come badessa. Anche questa sistemazione si sarebbe rivelata temporanea, Eadburh, secondo i racconti, venne sorpresa in atteggiamenti impropri con un ospite inglese e per questo venne cacciata senza un soldo, senza più nessuno a sostenerla passò il resto della vita come mendicante.
Esistono due documenti che si crede siano autentici risalenti all'801 dove Eadburh viene chiamata con il titolo di regina un appellativo usato raramente per le regine del Wessex nel IX secolo. Questo secondo Asser avvenne perché Eadburh, con le proprie azioni, aveva portato l'onta sul proprio titolo, va però notato che Offa e Beorhtric avevano portato Egberto all'esilio ed egli poteva avere buoni motivi per infangare il nome di colei che ne era rispettivamente figlia e moglie.
Sempre Asser scrive che le azioni di Eadburh portarono a una diminuzione del prestigio e dell'influenza delle future consorti tanto che, per un po', vennero chiamate moglie del re e non regina e a loro era fatto divieto di sedere sul trono accanto al marito. Le cose cambiarono quando Carlo il Calvo diede la propria figlia Judith in sposa a Etelvulfo del Wessex e pretese che venisse incoronata come regina.